# Monarca de l'illa de Flores
El monarca de l'illa de Flores (Symposiachrus sacerdotum) és un ocell de la família dels monàrquids (Monarchidae).

## Hàbitat i distribució
Habita els boscos de les muntanyes de l'illa de Flores, a les illes Petites de la Sonda.